# Liste d'œuvres d'art victimes de la mobilisation des métaux non ferreux à Paris
 (juillet 2021).
Pour un article plus général, voir Liste d'œuvres d'art victimes de la mobilisation des métaux non ferreux en Île-de-France.
Cet article vise à recenser les œuvres d'art dans l'espace public en bronze qui ont été fondues sous le régime de Vichy dans le cadre de la mobilisation des métaux non ferreux, à Paris.
Les œuvres sont classées par ordre croissant de numéro d'arrondissement et, au sein de ceux-ci, par ordre chronologique d'installation, dans la mesure des informations disponibles.

## 1erarrondissement
| Œuvre                                                               | Auteur              | Localisation                                                 | Notes | Installation | Coordonnées                      | Illustration |
| ------------------------------------------------------------------- | ------------------- | ------------------------------------------------------------ | --- | ------------ | -------------------------------- | --- |
| Monument à Léon Gambetta                                            | Jean-Paul Aubé      | Sur la place du Carrousel                                    | Les parties restantes en pierre sont retirées en 1954. Elles sont réinstallées en 1982 dans le square Édouard-Vaillant (20e arrondissement). | 1888         | à géolocaliser                   | Monument à Léon Gambetta · Monument à Léon Gambetta |
| Lion et crocodile                                                   | Auguste Cain        | Dans le jardin des Tuileries                                 | | 1888         | à géolocaliser                   | Image manquante |
| Les trophées et le tambour de la garde du monument à Auguste Raffet | Emmanuel Frémiet    | Dans le jardin de l'Infante du palais du Louvre              | Représentait Auguste Raffet. Les parties restantes sont retirées en 1966.                                                                    | 1893         | à géolocaliser                   | Les trophées et le tambour de la garde du monument à Auguste Raffet« Monument à Auguste Raffet à Paris », sur À nos grands hommes |
| Statue de Camille Desmoulins,                                       | Eugène-Jean Boverie | Dans le jardin du Palais-Royal                               | Représentait Camille Desmoulins. | 1905         | 48° 51′ 51″ nord, 2° 20′ 15″ est | Statue de Camille Desmoulins |
| Allégorie ailée du monument à Pierre Waldeck-Rousseau               | Laurent Marqueste   | Dans le jardin des Tuileries, près du grand bassin octogonal | Représente Pierre Waldeck-Rousseau. Retiré[Quand ?] et installé[Quand ?] au pied de la terrasse du musée du Jeu de Paume.                    | 1910         | à géolocaliser                   | Allégorie ailée du monument à Pierre Waldeck-Rousseau« Monument à Waldeck-Rousseau à Paris », sur À nos grands hommes · Allégorie ailée du monument à Pierre Waldeck-Rousseau« Monument à Waldeck-Rousseau à Paris », sur À nos grands hommes |

## 2earrondissement
| Œuvre | Auteur | Localisation | Notes | Installation | Coordonnées | Illustration |
| ----- | ------ | ------------ | ----- | ------------ | ----------- | ------------ |

## 3earrondissement
| Œuvre                                       | Auteur            | Localisation                       | Notes | Installation | Coordonnées                      | Illustration |
| ------------------------------------------- | ----------------- | ---------------------------------- | --- | ------------ | -------------------------------- | --- |
| La Victoire couronnant le drapeau français, | Gustave Crauk     | Dans le square des Arts-et-Métiers | Le piédestal, la colonne de Crimée, reste vide.                                                                                                 | 1864         | 48° 52′ 01″ nord, 2° 21′ 15″ est | La Victoire couronnant le drapeau français · La Victoire couronnant le drapeau français                                                            |
| Le Harponneur,                              | Félix Richard     | Dans le square du Temple           | | 1882         | à géolocaliser                   | Image manquante |
| Statue de Pierre-Jean de Béranger,          | Amédée Doublemard | Dans le square du Temple           | Représentait Pierre-Jean de Béranger. Une statue de remplacement très différente en pierre réalisée par Henri Lagriffoul est installée en 1953. | 1885         | à géolocaliser                   | Statue de Pierre-Jean de Béranger« Monument à Jean Béranger à Paris », sur À nos grands hommes,« Monument à Jean Béranger à Paris », sur e-monumen |
| Statue de Diogène,                          | Eugène Marioton   | Dans le square du Temple           | Représentait Diogène de Sinope. | 1885         | à géolocaliser                   | Image manquante |
| Buste d'Émile Chautemps,                    | Paul Landowski    | Dans le square des Arts-et-Métiers | Représentait Émile Chautemps. Le piédestal est resté vide.                                                                                      | 1938         | 48° 52′ 01″ nord, 2° 21′ 15″ est | Image manquante |

## 4earrondissement
| Œuvre                                                                                                | Auteur                 | Localisation                            | Notes | Installation | Coordonnées    | Illustration |
| --- | ---------------------- | --------------------------------------- | --- | ------------ | -------------- | --- |
| La Porteuse de pain,                                                                                 | Jules Coutan           | Dans le square de la Tour-Saint-Jacques | | 1882         | à géolocaliser | La Porteuse de pain« La Porteuse de pain à Paris », sur À nos grands hommes,« La Porteuse de pain à Paris », sur e-monumen |
| Cyparisse                                                                                            | Henri Honoré Plé       | Dans le square de la Tour-Saint-Jacques | Représentait Cyparisse. | 1882         | à géolocaliser | Image manquante |
| Guerrier reforgeant son épée,                                                                        | Ernest-Eugène Chrétien | Dans le square Henri-Galli              | Érigée en 1883 dans le square de l'Alma. | 1925         | à géolocaliser | Image manquante |
| Statue de Théophraste Renaudot,                                                                      | Alfred Boucher         | Rue de Lutèce                           | Représentait Théophraste Renaudot. | 1893         | à géolocaliser | Statue de Théophraste Renaudot« Monument à Théophraste Renaudot à Paris », sur À nos grands hommes,« Monument à Théophraste Renaudot à Paris », sur e-monumen |
| Thésée combattant le centaure Biénor, et Lion écrasant un serpent du monument à Antoine-Louis Barye, | Antoine-Louis Barye    | Dans le square Barye                    | Une statue de remplacement de Thésée combattant le centaure Biénor est installée en 2011. Une statue de remplacement du Lion écrasant un serpent est installée en 2014. | 1894         | à géolocaliser | Thésée combattant le centaure Biénor, et Lion écrasant un serpent du monument à Antoine-Louis Barye« Monument à Antoine-Louis Barye à Paris », sur À nos grands hommes,« Monument à Antoine-Louis Barye à Paris », sur e-monumen · Thésée combattant le centaure Biénor, et Lion écrasant un serpent du monument à Antoine-Louis Barye« Monument à Antoine-Louis Barye à Paris », sur À nos grands hommes,« Monument à Antoine-Louis Barye à Paris », sur e-monumen |

## 5earrondissement
| Œuvre                                                           | Auteur                         | Localisation                                                | Notes | Installation | Coordonnées    | Illustration |
| --------------------------------------------------------------- | ------------------------------ | ----------------------------------------------------------- | --- | ------------ | -------------- | --- |
| Statue de Jules Péan,                                           | Henri Gauquié                  | Boulevard de Port-Royal                                     | Représentait Jules Péan. Le piédestal resté vide est détruit en 1948. | 1909         | à géolocaliser | Statue de Jules Péan« Monument à Jules Péan à Paris », sur À nos grands hommes,« Monument à Jules Péan à Paris », sur e-monumen |
| Statue de Claude Bernard,                                       | Eugène Guillaume               | Sur la place Marcelin-Berthelot devant le collège de France | Représentait Claude Bernard. Une statue de remplacement en pierre très différente, réalisée par Raymond Couvègnes est installée en 1946.                                      | 1886         | à géolocaliser | Statue de Claude Bernard« Monument à Claude Bernard à Paris », sur À nos grands hommes,« Monument à Claude Bernard à Paris », sur e-monumen · Statue de Claude Bernard« Monument à Claude Bernard à Paris », sur À nos grands hommes,« Monument à Claude Bernard à Paris », sur e-monumen |
| Statue de Marcellin Berthelot,                                  | Charles René de Saint-Marceaux | Dans le square Marcelin Berthelot                           | Représente Marcellin Berthelot. Le buste est découpé et caché dans le collège de France. Il est installé[Quand ?] sur un piédestal sur un parking du collège de France.       | 1917         | à géolocaliser | Image manquante |
| Monument à Louis Blanc,                                         | Léon-Alexandre Delhomme        | Sur la place Monge                                          | Représentait Louis Blanc. Le piédestal resté vide est retiré en 1978. | 1887         | à géolocaliser | Monument à Louis Blanc« Monument à Louis Blanc à Paris », sur À nos grands hommes,« Monument à Louis Blanc à Paris », sur e-monumen |
| Statue de Pierre Corneille,                                     | Henri Allouard                 | Sur la place du Panthéon                                    | Représentait Pierre Corneille. Une statue de remplacement en pierre réalisée par Georges Rispail est installée en 1952.                                                       | 1906         | à géolocaliser | Statue de Pierre Corneille« Monument à Pierre Corneille à Paris », sur À nos grands hommes,« Monument à Pierre Corneille à Paris », sur e-monumen |
| Statue d'Étienne Dolet,                                         | Ernest Guilbert                | Sur la place Maubert                                        | Représentait Étienne Dolet. Le piédestal resté vide est retiré en 1979. | 1889         | à géolocaliser | Statue d'Étienne Dolet« Monument à Étienne Dolet à Paris », sur À nos grands hommes,« Monument à Étienne Dolet à Paris », sur e-monumen |
| Buste de Gabriel de Mortillet,                                  | Alfred La Penne                | Arènes de Lutèce                                            | Représentait Gabriel de Mortillet. Le piédestal reste vide. | 1905         | à géolocaliser | Buste de Gabriel de Mortillet« Monument à Gabriel de Mortillet à Paris », sur À nos grands hommes,« Monument à Gabriel de Mortillet à Paris », sur e-monumen · Buste de Gabriel de Mortillet« Monument à Gabriel de Mortillet à Paris », sur À nos grands hommes,« Monument à Gabriel de Mortillet à Paris », sur e-monumen |
| Monument à Pierre Joseph Pelletier et Joseph Bienaimé Caventou, | Édouard Lormier                | boulevard Saint-Michel                                      | Représentait Pierre Joseph Pelletier et Joseph Bienaimé Caventou. Un monument de remplacement très différent réalisé par Pierre Poncon est installé sur la place Louis-Marin. | 1900         | à géolocaliser | Monument à Pierre Joseph Pelletier et Joseph Bienaimé Caventou« Monument à Pierre Joseph Pelletier et Joseph Bienaimé Caventou à Paris », sur À nos grands hommes,« Monument à Pierre Joseph Pelletier et Joseph Bienaimé Caventou à Paris », sur e-monumen · Monument à Pierre Joseph Pelletier et Joseph Bienaimé Caventou« Monument à Pierre Joseph Pelletier et Joseph Bienaimé Caventou à Paris », sur À nos grands hommes,« Monument à Pierre Joseph Pelletier et Joseph Bienaimé Caventou à Paris », sur e-monumen |
| Statue de Jean-Jacques Rousseau,                                | Paul Berthet                   | Sur la place du Panthéon                                    | Représentait Jean-Jacques Rousseau. Une statue de remplacement très différente en pierre réalisée par André Bizette-Lindet est installée en 1952.                             | 1889         | à géolocaliser | Statue de Jean-Jacques Rousseau« Monument à Jean-Jacques Rousseau à Paris », sur À nos grands hommes,« Monument à Jean-Jacques Rousseau à Paris », sur e-monumen · Statue de Jean-Jacques Rousseau« Monument à Jean-Jacques Rousseau à Paris », sur À nos grands hommes,« Monument à Jean-Jacques Rousseau à Paris », sur e-monumen |
| Statue de Voltaire                                              | Copie de Jean-Antoine Houdon   | Dans le square Monge                                        | Représentait Voltaire. Érigée en 1871 place du Prince-Eugène, renommée place Voltaire. Endommagée pendant les combats de la Commune.                                          | 1872         | à géolocaliser | Statue de Voltaire« Monument à Voltaire à Paris », sur e-monumen |
| La Fenaison,                                                    | Théophile Barrau               | Dans le square Saint-Médard                                 | | 1881         | à géolocaliser | La Fenaison« La Fenaison à Paris », sur À nos grands hommes,« La Fenaison à Paris », sur e-monumen |

## 6earrondissement
| Œuvre                           | Auteur                | Localisation                            | Notes | Installation | Coordonnées    | Illustration |
| ------------------------------- | --------------------- | --------------------------------------- | --- | ------------ | -------------- | --- |
| Statue Jean Sylvain Bailly,     | Jean-Paul Aubé        | Dans le jardin du Luxembourg            | Représentait Jean Sylvain Bailly. | 1890         | à géolocaliser | Statue Jean Sylvain Bailly« Monument à Bailly à Paris », sur À nos grands hommes,« Monument à Jean-Sylvain Bailly à Paris », sur e-monumen    |
| Statue de Léon Cladel,          | Saül-Alpinien Cladel  | Dans le jardin du Luxembourg            | Représentait Léon Cladel. | 1927         | à géolocaliser | Image manquante |
| Au But,                         | Alfred Boucher        | Dans le jardin du Luxembourg            | | 1886         | à géolocaliser | Image manquante |
| Buste de Frédéric Chopin,       | Georges Dubois        | Dans le jardin du Luxembourg            | Représentait Frédéric Chopin. Un buste de remplacement en bronze réalisé par Bolesław Syrewicz (pl), offert par la Pologne est installé après la Libération[Quand ?]. Un buste de remplacement identique à l'original est installé en 1999. | 1900         | à géolocaliser | Buste de Frédéric Chopin« Monument à Frédéric Chopin à Paris », sur À nos grands hommes,« Monument à Frédéric Chopin à Paris », sur e-monumen |
| Monument à Émile Augier,        | Louis-Ernest Barrias  | Sur la place de l'Odéon                 | Représentait Émile Augier. Le socle resté vide est retiré en 1950. | 1895         | à géolocaliser | Monument à Émile Augier« Monument à Émile Augier à Paris », sur À nos grands hommes,« Monument à Émile Augier à Paris », sur e-monumen        |
| Statue de Paul Broca,           | Paul-François Choppin | Dans la cour de l'école d'anthropologie | Représentait Paul Broca. Érigé en 1887 boulevard Saint-Germain au niveau de la place Broca. | À déterminer | à géolocaliser | Statue de Paul Broca« Monument à Paul Broca à Paris », sur À nos grands hommes,« Monument à Paul Broca à Paris », sur e-monumen               |
| Statue de Nicolas de Condorcet, | Jacques Perrin        | Sur la quai de Conti                    | Représentait Nicolas de Condorcet. Une statue de remplacement identique est installée en 1991. | 1894         | à géolocaliser | Image manquante |
| Statue de Voltaire              | Joseph-Michel Caillé  | Sur la quai Malaquais                   | Représentait Voltaire. Le piédestal resté vide est retiré en 1955. Une statue de remplacement en pierre réalisée par Léon Drivier est installée dans le square Honoré-Champion en 1962.                                                     | 1885         | à géolocaliser | Image manquante |

## 7earrondissement
| Œuvre                      | Auteur                            | Localisation                                                                      | Notes | Installation | Coordonnées    | Illustration |
| -------------------------- | --------------------------------- | --------------------------------------------------------------------------------- | --- | ------------ | -------------- | --- |
| Deux vases                 | Louis Villeminot                  | Dans le square du Bon-Marché                                                      | | 1875         | à géolocaliser | Image manquante |
| Statue de Claude Chappe,   | Ernest Damé                       | Intersection du boulevard Saint-Germain, du boulevard Raspail et de la rue du Bac | Représentait Claude Chappe. Le piédestal resté vide est enlevé en 1957.                                       | 1893         | à géolocaliser | Statue de Claude Chappe« Monument à Claude Chappe à Paris », sur À nos grands hommes,« Monument à Claude Chappe à Paris », sur e-monumen |
| Statue de François Coppée, | André de Chastenet de la Ferrière | Sur la place Saint-François-Xavier                                                | Représentait François Coppée. Un médaillon de remplacement réalisé par Georges Saupique est installé en 1959. | 1910         | à géolocaliser | Image manquante |

## 8earrondissement
| Œuvre                          | Auteur                            | Localisation                                                                                                | Notes | Installation | Coordonnées    | Illustration |
| ------------------------------ | --------------------------------- | --- | --- | ------------ | -------------- | --- |
| Le Faucheur                    | Charles Gumery                    | Dans le parc Monceau                                                                                        | | 1859         | à géolocaliser | Le Faucheur« Le Faucheur à Paris », sur À nos grands hommes |
| Hylas                          | Léopold Morice                    | Dans le parc Monceau                                                                                        | | 1875         | à géolocaliser | Image manquante |
| Le Semeur                      | Henri Chapu                       | Dans le parc Monceau                                                                                        | Également appelé Triptolème ou Semeur d'ivraie. | 1877         | à géolocaliser | Le Semeur« Semeur ou Triptolème à Paris », sur À nos grands hommes |
| Charmeur de serpent            | Paul-Armand Bayard de la Vingtrie | Dans le parc Monceau                                                                                        | | 1877         | à géolocaliser | Image manquante |
| Statue de William Shakespeare, | Paul Fournier                     | Dans le square de Messine                                                                                   | Représentait William Shakespeare. | 1888         | à géolocaliser | Image manquante |
| Lionne blessée                 | Charles Valton                    | Dans le parc Monceau                                                                                        | | 1888         | à géolocaliser | Image manquante |
| L'Amour blessé                 | Jules-Louis Mabille               | Dans le parc Monceau                                                                                        | | 1889         | à géolocaliser | Image manquante |
| Statue d'Antoine Lavoisier,    | Louis-Ernest Barrias              | Sur la place de la Madeleine, devant la façade Nord de l'église de la Madeleine, en face de la rue Tronchet | Représentait Antoine Lavoisier. | 1900         | à géolocaliser | Statue d'Antoine Lavoisier« Monument à Antoine Laurent de Lavoisier à Paris », sur À nos grands hommes,« Monument à Antoine Laurent de Lavoisier à Paris », sur e-monumen |
| Statue de Paul Déroulède,      | Paul Landowski                    | Dans le square Laborde                                                                                      | Représentait Paul Déroulède. Remplace la statue légèrement différente en pierre érigée en 1927, vandalisée en 1933. Une statue de remplacement identique est installée en 1949. | 1934         | à géolocaliser | Statue de Paul Déroulède« Monument à Paul Deroulède à Paris », sur À nos grands hommes,« Monument à Paul Deroulède à Paris », sur e-monumen                               |

## 9earrondissement
| Œuvre                                       | Auteur                  | Localisation                  | Notes | Installation | Coordonnées    | Illustration |
| ------------------------------------------- | ----------------------- | ----------------------------- | --- | ------------ | -------------- | --- |
| Monnaie de singe,                           | François Laurent Rolard | Dans le square Montholon      | | 1884         | à géolocaliser | Image manquante |
| Statue de Michel-Jean Sedaine,              | Léon Lecointe           | Dans le square d'Anvers       | Représentait Michel-Jean Sedaine. Érigé en 1882 dans le square Parmentier (11e arrondissement).                                         | 1886         | à géolocaliser | Image manquante |
| Statue d'Hector Berlioz,                    | Alfred-Charles Lenoir   | Dans le square Hector-Berlioz | Représentait Hector Berlioz. Une statue de remplacement très différente en pierre réalisée par Georges Saupique est installée en 1948.  | 1886         | à géolocaliser | Statue d'Hector Berlioz« Monument à Berlioz à Paris », sur À nos grands hommes,« Monument à Berlioz à Paris », sur e-monumen · Statue d'Hector Berlioz« Monument à Berlioz à Paris », sur À nos grands hommes,« Monument à Berlioz à Paris », sur e-monumen |
| Statue de Denis Diderot,                    | Léon Lecointe           | Dans le square d'Anvers       | Représentait Denis Diderot. Érigée en 1886 dans le square Parmentier (11e arrondissement), elle en est retirée très peu de temps après. | 1886         | à géolocaliser | Image manquante |
| Aigle et vautour se disputant un ours mort, | Auguste Cain            | Dans le square Montholon      | | 1895         | à géolocaliser | Aigle et vautour se disputant un ours mort« Aigle et vautour se disputant un ours mort à Paris », sur À nos grands hommes,« Aigle et vautour se disputant un ours à Paris », sur e-monumen                                                                  |
| Buste d'Arthur Ranc,                        | Camille Lefèvre         | Mairie du 9e arrondissement   | Représentait Arthur Ranc. | 1913         | à géolocaliser | Image manquante |

## 10earrondissement
| Œuvre                          | Auteur    | Localisation                                           | Notes                                                                                  | Installation | Coordonnées    | Illustration |
| ------------------------------ | --------- | ------------------------------------------------------ | -------------------------------------------------------------------------------------- | ------------ | -------------- | --- |
| Buste du baron Isidore Taylor, | Tony Noël | Intersection de la rue de Bondy et de la rue de Lancry | Représentait Isidore Taylor. Un buste de remplacement en pierre est installé[Quand ?]. | 1907         | à géolocaliser | Buste du baron Isidore Taylor« Monument au baron Isidore Taylor à Paris », sur À nos grands hommes,« Monument au baron Isidore Taylor à Paris », sur e-monumen |

## 11earrondissement
| Œuvre                                                     | Auteur                 | Localisation                                                             | Notes | Installation | Coordonnées                      | Illustration |
| --------------------------------------------------------- | ---------------------- | ------------------------------------------------------------------------ | --- | ------------ | -------------------------------- | --- |
| Non omnes morimur                                         | Jean-Alexandre Pézieux | Dans le square Parmentier                                                | | 1884         | à géolocaliser                   | Non omnes morimur« Non omnes morimur à Paris », sur À nos grands hommes                                                                                  |
| Statue d'Alexandre Ledru-Rollin,                          | Léopold Steiner        | Sur la place Voltaire                                                    | Représentait Alexandre Ledru-Rollin. Le piédestal resté vide est retiré dans les années 80.                                   | 1885         | à géolocaliser                   | Statue d'Alexandre Ledru-Rollin« Monument à Ledru-Rollin à Paris », sur À nos grands hommes,« Monument à Alexandre Ledru-Rollin à Paris », sur e-monumen |
| Statue du sergent Jules Bobillot,                         | Auguste Paris          | Intersection du boulevard Voltaire et du boulevard Richard-Lenoir        | Un buste de remplacement en pierre réalisé par Georges Saupique est installé sur la place Paul-Verlaine (13e arrondissement). | 1888         | 48° 51′ 44″ nord, 2° 22′ 20″ est | Statue du sergent Jules Bobillot |
| Statue du vainqueur de la Bastille,                       | Paul-François Choppin  | Dans le square Parmentier                                                | Également appelée Le volontaire de 1792.                                                                                      | 1891         | 48° 51′ 43″ nord, 2° 22′ 43″ est | Image manquante |
| Statue de Charles Floquet,                                | Jean-Bernard Descomps  | Intersection de l'avenue de la République et du boulevard Richard-Lenoir | Représentait Charles Floquet.                                                                                                 | 1909         | à géolocaliser                   | Image manquante |
| Les quatre monstres des mers du triomphe de la République | Georges Gardet         | Sur la place de la Nation                                                | | 1909         | 48° 50′ 54″ nord, 2° 23′ 45″ est | Les quatre monstres des mers du triomphe de la République                                                                                                |

## 12earrondissement
| Œuvre                     | Auteur              | Localisation                                                   | Notes                         | Installation | Coordonnées    | Illustration    |
| ------------------------- | ------------------- | -------------------------------------------------------------- | ----------------------------- | ------------ | -------------- | --------------- |
| Statue d'Alphonse Baudin, | Eugène-Jean Boverie | Intersection de l'avenue Ledru-Rollin et de la rue Traversière | Représentait Alphonse Baudin. | 1901         | à géolocaliser | Image manquante |

## 13earrondissement
| Œuvre                          | Auteur              | Localisation                                                           | Notes                                                                         | Installation | Coordonnées    | Illustration |
| ------------------------------ | ------------------- | ---------------------------------------------------------------------- | ----------------------------------------------------------------------------- | ------------ | -------------- | --- |
| Statue de Jean-Martin Charcot, | Alexandre Falguière | Boulevard de l'Hôpital, devant l'entrée de l'hôpital de la Salpêtrière | Représentait Jean-Martin Charcot. Le piédestal resté vide est enlevé en 1967. | 1898         | à géolocaliser | Statue de Jean-Martin Charcot« Monument à Jean Charcot à Paris », sur À nos grands hommes,« Monument à Jean Charcot à Paris », sur e-monumen |

## 14earrondissement
| Œuvre                                                                               | Auteur                | Localisation                                     | Notes | Installation | Coordonnées                      | Illustration |
| ----------------------------------------------------------------------------------- | --------------------- | ------------------------------------------------ | --- | ------------ | -------------------------------- | --- |
| Statue de Philippe Ricord,                                                          | Louis-Ernest Barrias  | Boulevard de Port-Royal, devant l'hôpital Ricord | Représentait Philippe Ricord. | 1892         | à géolocaliser                   | Image manquante |
| L'Éclaireur                                                                         | Bernard Adrien Steüer | Dans le square de Montrouge                      | | 1886         | à géolocaliser                   | Image manquante |
| La Femme des champs,                                                                | Jean-Ossaye Mombur    | Sur la place de Montrouge                        | Également appelée Paysanne d'Auvergne, ou Retour des champs, ou Femme aux petits pois. | 1883         | à géolocaliser                   | Image manquante |
| La Vieillesse,                                                                      | Jean Escoula          | Dans le parc Montsouris                          | Également appelée Le bâton de vieillesse. | 1889         | à géolocaliser                   | Image manquante |
| La Lavandière,                                                                      | Paul-François Choppin | Dans le parc Montsouris                          | Également appelée La Laveuse. | 1897         | à géolocaliser                   | Image manquante |
| La Liberté de 1789                                                                  | Auguste Paris         | Dans le parc Montsouris                          | | 1889         | à géolocaliser                   | Image manquante |
| Statue de François Arago,                                                           | Alexandre Oliva       | Sur la place de l'Île-de-Sein                    | Représentait François Arago. Le piédestal reste vide. Elle est remplacée par le tracé du méridien de Paris avec 135 médaillons Hommage à Arago réalisé par Jan Dibbets en 1994. Une statue de remplacement réalisée par Wim Delvoye est installée dans le jardin de l'Observatoire en 2017. | 1893         | à géolocaliser                   | Statue de François Arago« Monument à Arago à Paris », sur À nos grands hommes,« Monument à Arago à Paris », sur e-monumen |
| Ornements du monument à Nicolas-Toussaint Charlet,                                  | Alexandre Charpentier | Dans le square de l'Abbé-Migne                   | Représente Nicolas-Toussaint Charlet. Les allégories progressivement détériorées par les intempéries sont remplacées par des répliques identiques en bronze en 1907. Il ne reste que le médaillon.                                                                                          | 1896         | à géolocaliser                   | Ornements du monument à Nicolas-Toussaint Charlet« Monument à Nicolas Charlet à Paris », sur À nos grands hommes,« Monument à Nicolas Charlet à Paris », sur e-monumen · Ornements du monument à Nicolas-Toussaint Charlet« Monument à Nicolas Charlet à Paris », sur À nos grands hommes,« Monument à Nicolas Charlet à Paris », sur e-monumen |
| Statue de François-Vincent Raspail,                                                 | Léopold Morice        | Dans le square Jacques-Antoine                   | Représentait François-Vincent Raspail. Érigé à l'intersection du boulevard Raspail et du boulevard Edgar-Quinet en 1889. Le piédestal reste vide. | 1893         | à géolocaliser                   | Statue de François-Vincent Raspail« Monument à Raspail à Paris », sur À nos grands hommes,« Monument à Raspail à Paris », sur e-monumen · Statue de François-Vincent Raspail« Monument à Raspail à Paris », sur À nos grands hommes,« Monument à Raspail à Paris », sur e-monumen                                                               |
| Buste de Ludovic Trarieux,                                                          | Jean Boucher          | Dans le square Claude-Nicolas-Ledoux             | Représentait Ludovic Trarieux. Le piédestal reste vide. | 1907         | à géolocaliser                   | Buste de Ludovic Trarieux« Monument à Ludovic Trarieux à Paris », sur À nos grands hommes,« Monument à Ludovic Trarieux à Paris », sur e-monumen |
| Médaillon du colonel Aristide Denfert-Rochereau sur le piédestal du Lion de Belfort | À déterminer          | Sur la place Denfert-Rochereau                   | Représentait Aristide Denfert-Rochereau. Un médaillon de remplacement est installé en 1977. | 1920         | 48° 50′ 03″ nord, 2° 19′ 57″ est | Médaillon du colonel Aristide Denfert-Rochereau sur le piédestal du Lion de Belfort |

## 15earrondissement
| Œuvre                                 | Auteur                                      | Localisation                                | Notes | Installation | Coordonnées    | Illustration |
| ------------------------------------- | ------------------------------------------- | ------------------------------------------- | --- | ------------ | -------------- | --- |
| Bataille d'enfants                    | Joseph Louis Enderlin                       | Dans le square Violet                       | | 1887         | à géolocaliser | Bataille d'enfants« Bataille d'enfants à Paris », sur À nos grands hommes                                                        |
| Sauvée !                              | Hector Lemaire                              | Dans le square Violet                       | | 1888         | à géolocaliser | Sauvée !« Sauvée ! à Paris », sur e-monumen                                                                                      |
| Monument à Émile Zola,                | Constantin Meunier et Alexandre Charpentier | Dans le square Émile-Zola                   | Représentait Émile Zola. Le piédestal resté vide est retiré en 1982. Un monument de remplacement réalisé par Costas Spourdos est installé place Alfred-Dreyfus en 1985. | 1924         | à géolocaliser | Monument à Émile Zola« Monument à Émile Zola à Paris », sur À nos grands hommes,« Monument à Émile Zola à Paris », sur e-monumen |
| Buste de René Jacquemaire Clemenceau, | À déterminer                                | 15-17 rue du Docteur-Jacquemaire-Clemenceau | Le support est resté vide. | 1936         | à géolocaliser | Image manquante |

## 16earrondissement
| Œuvre                           | Auteur                   | Localisation                                                                   | Notes | Installation | Coordonnées                      | Illustration |
| ------------------------------- | ------------------------ | ------------------------------------------------------------------------------ | --- | ------------ | -------------------------------- | --- |
| Monument à Victorien Sardou,    | Albert Bartholomé        | Sur la lace Victorien-Sardou, boulevard Lannes                                 | Représentait Victorien Sardou. Érigé en 1924 sur la place de la Madeleine (8e arrondissement). Le piédestal reste vide. Un monument à Robert Schuman y est érigé en 1985. | 1930         | à géolocaliser                   | Image manquante |
| Monument à Victor Hugo,         | Louis-Ernest Barrias     | Sur la place Victor-Hugo                                                       | Représentait Victor Hugo. Le piédestal resté vide est retiré. Une fontaine est installée à son emplacement en 1964. Trois bas-reliefs et le médaillon de Paul Meurice sont installés sur le monument à Victor Hugo à Veules-les-Roses. Le quatrième bas-relief est confié au musée des Beaux-Arts de Calais en 1975. Le médaillon de François-Victor Hugo est conservé au dépôt des œuvres d'art de la ville de Paris. | 1902         | à géolocaliser                   | Monument à Victor Hugo« Monument à Victor Hugo à Paris », sur À nos grands hommes,« Monument à Victor Hugo à Paris », sur e-monumen |
| Monument à Jean de La Fontaine  | Alphonse Dumilatre       | Dans le jardin du Ranelagh                                                     | Représentait Jean de La Fontaine. Une statue de remplacement très différente réalisée par Charles Correia est installée en 1984. | 1891         | 48° 51′ 30″ nord, 2° 16′ 10″ est | Statue de Jean de La Fontaine |
| Fugit amor,                     | Ernest Damé              | Dans le jardin du Ranelagh                                                     | Également appelé Psyché et l'Amour. | 1879         | à géolocaliser                   | Fugit amor« Fugit amor dit aussi Psyché et l'Amour à Paris », sur À nos grands hommes,« Fugit amor à Paris », sur e-monumen |
| Statue d'Alphonse de Lamartine, | Anatole Marquet Vasselot | Dans le square Victor-Hugo                                                     | Représentait Alphonse de Lamartine. Une statue de remplacement très différente en pierre réalisée par Paul Niclausse est installée en 1951. | 1886         | à géolocaliser                   | Statue d'Alphonse de Lamartine« Monument à Lamartine à Paris », sur À nos grands hommes,« Monument à Lamartine à Paris », sur e-monumen · Statue d'Alphonse de Lamartine« Monument à Lamartine à Paris », sur À nos grands hommes,« Monument à Lamartine à Paris », sur e-monumen |
| Buste de Frantz Reichel,        | Alexandre Maspoli        | Intersection de l'avenue du Général-Sarrail et de l'avenue de la Porte-Molitor | Représentait Frantz Reichel. Un buste de remplacement en pierre identique est installé[Quand ?]. | 1934         | à géolocaliser                   | Buste de Frantz Reichel« Monument à Frantz Reichel à Paris », sur À nos grands hommes,« Monument à Frantz Reichel à Paris », sur e-monumen |

## 17earrondissement
| Œuvre                                                                | Auteur                                | Localisation                   | Notes | Installation | Coordonnées    | Illustration |
| -------------------------------------------------------------------- | ------------------------------------- | ------------------------------ | --- | ------------ | -------------- | --- |
| La Douleur d'Orphée                                                  | Raoul Verlet                          | Sur la place Malesherbes       | | 1891         | à géolocaliser | Image manquante |
| Statue du général Thomas Alexandre Dumas,                            | Alphonse Emmanuel de Moncel de Perrin | Sur la place Malesherbes       | Représentait Thomas Alexandre Dumas. Une sculpture de remplacement Fers réalisée par Driss Sans-Arcidet est installée en 2009. | 1913         | à géolocaliser | Statue du général Thomas Alexandre Dumas« Monument au général Alexandre Dumas à Paris », sur À nos grands hommes,« Monument au général Alexandre Dumas à Paris », sur e-monumen |
| Belluaire agaçant une panthère                                       | Maurice Ferrary                       | Dans le square des Batignolles | | 1880         | à géolocaliser | Image manquante |
| Circé                                                                | Gustave Michel                        | Dans le square des Batignolles | | 1886         | à géolocaliser | Image manquante |
| Nymphe et dauphin,                                                   | Antonin Larroux                       | Dans le square des Batignolles | | 1894         | à géolocaliser | Image manquante |
| Statue d'Alain Chartier,                                             | Alphonse Emmanuel de Moncel de Perrin | Rue de Tocqueville             | Représentait Alain Chartier.                                                                                                   | 1894         | à géolocaliser | Image manquante |
| Monument aux Francs-tireurs                                          | Jules Jouant                          | Sur la place Saint-Ferdinand   | Également appelé Le Franc-tireur des Ternes.                                                                                   | 1911         | à géolocaliser | Image manquante |
| Monument aux aéronautes du siège de Paris 1870 et aux Colombophiles, | Auguste Bartholdi                     | Sur la place des Ternes        | Également appelé Le ballon des Ternes.                                                                                         | 1906         | à géolocaliser | Monument aux aéronautes du siège de Paris 1870 et aux Colombophiles« Monument aux aéronautes du siège de Paris 1870 et aux Colombophiles, dit « le ballon des Ternes » à Paris », sur À nos grands hommes,« Monument aux aéronautes du siège de Paris à Paris », sur e-monumen                  |
| Statue de Maria Deraismes,                                           | Louis-Ernest Barrias                  | Dans le square des Épinettes   | Représentait Maria Deraismes. Une statue de remplacement légèrement différente est installée en 1983.                          | 1898         | à géolocaliser | Statue de Maria Deraismes« Monument à Maria Deraismes à Paris », sur À nos grands hommes,« Monument à Maria Deraismes à Paris », sur e-monumen |
| Monument à Edme Jean Leclaire,                                       | Jules Dalou                           | Dans le square des Épinettes   | Représentait Edme Jean Leclaire. Un monument de remplacement légèrement différent est installé en 1971.                        | 1896         | à géolocaliser | Monument à Edme Jean Leclaire« Monument à Jean Leclaire à Paris », sur À nos grands hommes,« Monument à Jean Leclaire à Paris », sur e-monumen · Monument à Edme Jean Leclaire« Monument à Jean Leclaire à Paris », sur À nos grands hommes,« Monument à Jean Leclaire à Paris », sur e-monumen |
| Statue d'Alphonse de Neuville,                                       | Francis de Saint-Vidal                | Sur la place de Wagram         | Représentait Alphonse de Neuville.                                                                                             | 1889         | à géolocaliser | Image manquante |

## 18earrondissement
| Œuvre                            | Auteur             | Localisation                                                                            | Notes | Installation | Coordonnées    | Illustration |
| -------------------------------- | ------------------ | --------------------------------------------------------------------------------------- | --- | ------------ | -------------- | --- |
| La Vaneuse,                      | Théophile Barrau   | Dans le square Saint-Bernard                                                            | | 1885         | à géolocaliser | Image manquante |
| Statue de Charles Fourier,       | Émile Derré        | Extrémité Ouest du boulevard de Clichy                                                  | Représentait Charles Fourier. Le piédestal reste vide. La sculpture La Quatrième Pomme réalisée par Franck Scurti y est installée en 2011.                                                                            | 1899         | à géolocaliser | Statue de Charles Fourier« Monument à Charles Fourier à Paris », sur À nos grands hommes,« Monument à Charles Fourier à Paris », sur e-monumen |
| Statue du chevalier de La Barre, | Armand Bloch       | Dans le square Nadar                                                                    | Représentait François-Jean Lefebvre de La Barre. Érigée rue Lamarck sur le parvis de la basilique du Sacré-Cœur en 1906. Une statue de remplacement très différente réalisée par Emmanuel Ball est installée en 2001. | 1926         | à géolocaliser | Statue du chevalier de La Barre« Monument au chevalier de La Barre à Paris », sur À nos grands hommes,« Monument au chevalier de La Barre à Paris », sur e-monumen · Statue du chevalier de La Barre« Monument au chevalier de La Barre à Paris », sur À nos grands hommes,« Monument au chevalier de La Barre à Paris », sur e-monumen |
| Statue d'Eugène Carrière,        | Jean-René Carrière | Dans le square de la place Constantin-Pecqueur, renommé square Joël-Le Tac par la suite | Représentait Eugène Carrière. Une statue de remplacement identique en pierre réalisée par René Collamarini est installée en 1959.                                                                                     | 1936         | à géolocaliser | Statue d'Eugène Carrière« Monument à Eugène Carrière à Paris », sur À nos grands hommes,« Monument à Eugène Carrière à Paris », sur e-monumen |

## 19earrondissement
| Œuvre                      | Auteur                                | Localisation                                       | Notes | Installation | Coordonnées    | Illustration |
| -------------------------- | ------------------------------------- | -------------------------------------------------- | --- | ------------ | -------------- | --- |
| Le Pilleur de mer,         | Pierre-Marie-François Ogé             | À l'entrée des grottes du parc des Buttes-Chaumont | | 1881         | à géolocaliser | Image manquante |
| Sauvé !,                   | François Laurent Rolard               | Dans le parc des Buttes-Chaumont                   | Également appelé Le Sauvetage.                                                                                    | 1886         | à géolocaliser | Image manquante |
| Le Gué,                    | Camille Lefèvre                       | Dans le parc des Buttes-Chaumont                   | | 1886         | à géolocaliser | Image manquante |
| Au Loup !                  | Louis Auguste Hiolin                  | Dans le parc des Buttes-Chaumont                   | | 1887         | à géolocaliser | Image manquante |
| Statue de Jean-Paul Marat, | Jean Baffier                          | Dans le parc des Buttes-Chaumont                   | Représentait Jean-Paul Marat. Érigée sur la grande pelouse du parc Montsouris en 1887 et retirée en 1891.         | 1906         | à géolocaliser | Image manquante |
| L'Égalitaire               | François-Étienne Captier              | Dans le parc des Buttes-Chaumont                   | | 1888         | à géolocaliser | Image manquante |
| À l'abattoir               | Louis Alexandre Lefèvre-Deslongchamps | Abattoirs de la Villette                           | Également appelée L'abattage.                                                                                     | 1889         | à géolocaliser | Image manquante |
| Vache et vachère           | Louis Albert-Lefeuvre                 | Abattoirs de la Villette                           | Également appelée Au Pâturage ou L'Élevage.                                                                       | 1889         | à géolocaliser | Vache et vachère« Au Pâturage, ou Vache et vachère, ou L'Élevage à Paris », sur À nos grands hommes                                     |
| Monument à Jean Macé,      | André Paul Arthur Massoulle           | Sur la place Armand-Carrel                         | Représentait Jean Macé. Un monument de remplacement très différent réalisé par Albert David est installé en 1961. | 1900         | à géolocaliser | Monument à Jean Macé« Monument à Jean Macé à Paris », sur À nos grands hommes,« Monument à Jean Macé à Paris », sur e-monumen           |
| Le Dénicheur d'aigles      | Louis Gossin                          | Dans le parc des Buttes-Chaumont                   | | 1903         | à géolocaliser | Image manquante |
| Buste de Clovis Hugues,    | Louis Noël                            | Dans le parc des Buttes-Chaumont                   | Représentait Clovis Hugues. Un buste de remplacement identique est installé en 1957.                              | 1930         | à géolocaliser | Buste de Clovis Hugues« Monument à Clovis Hugues à Paris », sur À nos grands hommes,« Monument à Clovis Hugues à Paris », sur e-monumen |

## 20earrondissement
| Œuvre                                     | Auteur                 | Localisation               | Notes                        | Installation | Coordonnées    | Illustration    |
| ----------------------------------------- | ---------------------- | -------------------------- | ---------------------------- | ------------ | -------------- | --------------- |
| Le Jardinier                              | Jean Baffier           | À déterminer               | Également appelé L'Arroseur. | 1893         | à géolocaliser | Image manquante |
| Buste du docteur Louis-Augustin Métivier, | Hippolyte Moreau       | Dans le square Tenon       |                              | 1904         | à géolocaliser | Image manquante |
| Le Printemps                              | Michel Léonard Béguine | Sur la place Martin-Nadaud |                              | 1907         | à géolocaliser | Image manquante |